# Amadeu Baptista
Amadeu Baptista (Porto, 6 de maio de 1953) é um poeta português.

## Biografia
Amadeu nasceu em 1953, em Porto, Portugal. Ele frequentou a Faculdade de Letras da Universidade do Porto, e é um membro da Associação Portuguesa de Escritores e do PEN Clube Português.
Os seus poemas foram traduzidos para alemão, castelhano, catalão, italiano, inglês, francês, hebraico e romeno. Ele promoveu vários poetas espanhóis e hispano-americanos em Portugal e contribuiu ocasionalmente para jornais, revistas, antologias e livrinhos em Portugal e no estrangeiro, nomeadamente na Argentina, Brasil, Chile, Colômbia, Costa Rica, Estados Unidos, Espanha e França. Inglaterra, Itália, México, Romênia, Uruguai.

## Obras publicadas
As obras que Amadeu publicou são:[carece de fontes?]
- 1982 - As Passagens Secretas, Coimbra
- 1985 - Green Man & French Horn (incluído em A jovem poesia portuguesa / 2, juntamente com Helga Moreira e Jorge Velhote), Porto
- 1986 - Maçã (Prémio José Silvério de Andrade - Foz Côa Cultural, 1985), prefácio de Maria da Glória Padrão, Porto
- 1988 - Kefiah, prefácio de Floriano Martins, Viana do Castelo
- 1989 - O Sossego da Luz, posfácio de Vergílio Alberto Vieira, Porto
- 1997 - Desenho de Luzes (edição galaico-portuguesa), Corunha, Galiza, Espanha
- 1999 - Arte do Regresso (Prémio Pedro Mir, na categoria de Língua Portuguesa, promovido pela revista Plural, da Cidade do México, para Cúmplices, 1.º capítulo deste livro, 1993), Porto
- 1999 - As Tentações, Santarém
- 2000 - A Sombra Iluminada (incluído em Douro: Um Percurso de Segredos, em colaboração), Peso da Régua
- 2000 - A Noite Ismaelita, Guimarães
- 2001 - A Construção de Nínive, Porto
- 2003 - Paixão (Prémio Vítor Matos e Sá, da Faculdade de Letras da Universidade de Coimbra, 2001 e Prémio Teixeira de Pascoaes, 2004), Porto
- 2003 - Sal Negro (in Sal Negro Sal Branco, acompanhado de fotografias de Rosa Reis), Almada
- 2003 - O Som do vermelho - Tríptico Poético sobre pintura de Rogério Ribeiro, prefácio de Ana Isabel Ribeiro, Porto
- 2004 - O Claro Interior (Prémio de Poesia e Ficção de Almada, 2000), prefácio de Emília Ferreira, Almada
- 2004 - Salmo (com a reprodução de um desenho de Rogério Ribeiro), Porto
- 2006 - Negrume (com desenhos de Ana Biscaia), Lisboa
- 2007 - Antecedentes Criminais (Antologia Pessoal 1982-2007), Vila Nova de Famalicão
- 2007 - O Bosque Cintilante (Prémio Nacional Sebastião da Gama, 2007), Vila Nova de Azeitão (ed. fora do mercado); 2ª edição: Maia, 2008
- 2007 - Balada da Neve e Outros Poemas, Maputo, Moçambique
- 2008 - Outros Domínios (clamor por Florbela Espanca) (Prémio Literário Florbela Espanca, 2007), prefácio de Henrique Manuel Bento Fialho, Vila Viçosa; 2ª edição: Coimbra, 2011
- 2008 - Sobre as Imagens (vencedor da edição portuguesa do Prémio Internacional de Poesia Palavra Ibérica, instituído pela Câmara Municipal de Vila Real de Santo António e pelo Ayuntamiento de Punta Umbria, com a colaboração da Sulscrito — Círculo Literário do Algarve), Maia
- 2008 - Poemas de Caravaggio (vencedor do Prémio Nacional de Poesia Natércia Freire 2007, promovido pela Câmara Municipal de Benavente; vencedor do Prémio de Poesia João Lúcio, promovido pela Câmara Municipal de Olhão, relativo a livros de poesia publicados entre o ano de 2006 e o primeiro semestre de 2008), prefácio de Joana Ruas, Maia
- 2008 - Os Cavalos a Correr (poemas para crianças), ilustrado por Estela Baptista Costa
- 2008 - Açougue (vencedor do XVI Prémio de Poesia Espiral Maior), Galiza, Espanha
- 2009 - O Sonho do Elefante Tomé (conto para crianças), ilustrado por Isabel Rocha Leite
- 2009 - Os selos da Lituânia (vencedor ex-aequo do Prémio Literário Cidade do Funchal - Prémio Edmundo Bettencourt - Poesia 2008, promovido pela Câmara Municipal do Funchal), Lisboa
- 2009 - Escalpe (com desenhos de António Ferra), Lisboa
- 2009 - Doze Cantos do Mundo (vencedor do Prémio Literário Oliva Guerra 2008, instituído pela Câmara Municipal de Sintra), Sintra
- 2010 - Zoo Musical (poemas para crianças), ilustrado por Ana Biscaia
- 2010 - O ano da morte de José Saramago (com desenho de Ana Biscaia), Lisboa
- 2010 - O Poeta e o Burro (poemas para crianças), ilustrado por Raquel Pinheiro, Lisboa
- 2010 - Estrela de Bizâncio (vencedor do Prémio de Poesia e Ficção de Almada 2005, promovido pela Câmara Municipal de Almada), Torres Vedras
- 2012 - Açougue, Lisboa
- 2012 - Atlas das Circunstâncias (vencedor do Prémio Manuel Maria Barbosa du Bocage 2009, promovido pela Liga dos Amigos de Setúbal e Azeitão), Póvoa de Santa Iria
- 2014 - Fragmentos Tunisinos, Nazaré
- 2014 - Sistina, Porto
- 2014 - Um Pouco Acima da Miséria, Porto
- 2014 - Vida Breve, Fafe
- 2016 - Fragmentos de Veneza, Póvoa de Santa Iria
- 2016 - O Arco Sírio, Póvoa de Santa Iria
- 2017 - Caudal de Relâmpagos (Antologia Pessoal 1982-2017), Viseu
- 2017 - Ondina, Póvoa de Santa Iria
- 2018 - Étrat, Lisboa
- 2018 - Poemas de Leonardo (vencedor do Prémio Joaquim Pessoa, promovido pela Câmara Municipal da Moita), Viseu
- 2019 - Vendeta, Porto
- 2021 - poeira escura, Leça da Palmeira
- 2021 - Um Dia na Eternidade (com fotografias de Jorge Velhote), Porto
- 2021 - Luz Possível, Nazaré
- 2022 - Escrito na Grécia (vencedor do Prémio Literário Maria Amália Vaz de Carvalho, promovido pela Câmara Municipal de Loures), Porto
- 2022 - Último Outono, com fotografias de Maria Manuela Mendes Ribeiro, Porto
- 2022 - Eterno Retorno (suplemento da revista A Ideia, n.ºs 97/98/99) Évora
- 2023 - Danos Patrimoniais (Antologia Pessoal 1982-2022) (vencedor do Prémio de Poesia Gil Vicente, promovido pelo Município de Guimarães em parceria com a Associação Portuguesa de Escritores), com ilustrações de Margarida Santos e António Ferra e posfácio de Henrique Manuel Bento Fialho, Porto
- 2023 - Veneziana, Vila Meã
- 2023 - Os Amantes Separados, Fafe
- 2024 - Sobre a Beleza, com fotografias de Alfredo Cunha, Porto
- 2025 - As Sombras Nítidas (vencedor do Prémio de Poesia António Salvado, promovido pelo Município de Castelo Branco), edição bilingue, com tradução para castelhano de Alfredo Péres Alencart, Castelo Branco

### Organização de antologias
- 2001 - Quanta Terra!!! Poesia e Prosa Brasileira Contemporânea, Edição conjunta da Casa da Cerca e Fórum Municipal de Almada, Almada, 2001 (organização, selecção e notas)
- 2001 - Álbum de Acenos (Antologia de Fotografia e Poesia Sobre o Concelho de Almada) , Edição Imaginarte, Almada
- 2002 - Poesia Digital – 7 Poetas dos Anos 80, (Prefácio de Luís Adriano Carlos) Edição Campo das Letras, Porto (co-organização, com José Emílio-Nelson)
- 2009 - Divina Música Antologia de Poesia Sobre Música, Edição do Conservatório Regional de Música de Viseu
- 2020 - Pelos Nossos Corações Passa a Linha de Fogo - Antologia de Poesia Islandesa, Edições Contracapa, Vila Meã
- 2021 - O Destino da Árvore é Transformar-se em Papel - Antologia de Poesia Sueca, Edições Contracapa, Vila Meã
- 2021 - O Mundo Adormecido Espera Impaciente - Antologia de Poesia Finlandesa, Edições Contracapa, Vila Meã
- 2022 - Os Teus Lábios A Tua Língua - Antologia de Poesia Dinamarquesa, Edições Contracapa, Vila Meã
- 2022 - Nenhuma Vertigem Nos Afecta - Antologia de Poesia Norueguesa, Edições Contracapa, Vila Meã